# Responsive Design
Als Responsive Design wird die Anpassung der Stichprobenziehung während der Feldphase einer Bevölkerungsbefragung bezeichnet. Mit solchen Methoden können Stichprobenverzerrungen, die während der Erhebungsphase auftauchen, unter Nutzung von Paradaten frühzeitig erkannt und korrigiert werden.